# Chilongius eltofo
Espèce
Chilongius eltofo est une espèce d'araignées aranéomorphes de la famille des Prodidomidae.

## Distribution
Cette espèce est endémique de la région de Coquimbo au Chili,. Elle se rencontre dans la province d'Elqui.

## Description
Le mâle holotype mesure 5,48 mm et la femelle paratype 4,58 mm.

## Systématique et taxinomie
Cette espèce a été décrite par Platnick, Shadab et Sorkin en 2005.

## Étymologie
Son nom d'espèce lui a été donné en référence au lieu de sa découverte, El Tofo.

## Publication originale
- Platnick, Shadab & Sorkin, 2005 : « On the Chilean spiders of the family Prodidomidae (Araneae, Gnaphosoidea), with a revision of the genus Moreno Mello-Leitão. » American Museum novitates, no 3499, p. 1-31 (texte intégral).